# Niveria nix
Niveria nix is een slakkensoort uit de familie van de Triviidae. De wetenschappelijke naam van de soort is voor het eerst geldig gepubliceerd in 1922 door Schilder als Trivia nix.